# Экзистенциализм
Экзистенциали́зм (фр. existentialisme от лат. existentia — существование), также филосо́фия существова́ния — направление в философии XX века, акцентирующее своё внимание на уникальности бытия человека. Экзистенциализм развивался параллельно родственным направлениям персонализма и философской антропологии, от которых он отличается, прежде всего, идеей преодоления (а не раскрытия) человеком собственной сущности и большим акцентом на глубину эмоциональной природы.
Существуют две разновидности экзистенциализма: религиозный и атеистический экзистенциализм. По мнению представителя второй из этих разновидностей экзистенциализма Жан-Поля Сартра, исходный пункт экзистенциализма может быть сформулирован фразой, приписываемой Фёдору Михайловичу Достоевскому: «если Бога нет, то всё дозволено».
Согласно экзистенциальному психологу и психотерапевту Р. Мэю, экзистенциализм — не просто философское направление, а, скорее, культурное движение, запечатлевающее глубокое эмоциональное и духовное измерение современного человека, изображающее психологическую ситуацию, в которой он находится, выражение уникальных психологических трудностей, с которыми он сталкивается.

## История
Прародителем экзистенциализма стал Сёрен Кьеркегор, хотя он не использовал термин «экзистенциализм». Кьеркегор использовал термины «экзистенция», «экзистенциальное», «экзистировать», «экзистирование», «экзистирующий субъект» в своём фундаментальном труде «Заключительное ненаучное послесловие к «Философским крохам»» Кьеркегор цитирует Фридриха Адольфа Тренделенбурга: «Экзистенция есть непосредственное единство рефлексии-в-себе и рефлексии-в-другом. Отсюда следует, что экзистенция есть неопределённое множество существующего». Кьеркегор писал: «Нет, однако, другого такого философа, от которого я получил бы более, чем от Тренделенбурга». Задолго до Зигмунда Фрейда Кьеркегор использовал термин сексуальность. В «Понятии страха» Кьеркегор пишет: «Греховность вошла в мир через Адамов грех, а сексуальность стала для него при этом означать греховность. Так была положена сексуальность». Для Кьеркегора самым главным является наличное существование человека, которое не мыслится им без религиозного измерения жизни. В своих работах он защищал истинное христианство, полемизируя со спекулятивной философией и непосредственно с Гегелем. При этом по мнению современного исследователя Х. Дрейфуса, философия Кьеркегора скорее близка к понятию нигилизма.
Одним из первых термин «экзистенциальная философия» (нем. Existenzphilosophie) ввёл Карл Ясперс в 1931 в работе «Духовная ситуация времени», а в 1938 году он вынес его в название отдельной работы. В качестве основоположника экзистенциальной философии Ясперс называет Сёрена Кьеркегора. В своём фундаментальном труде «Бытие и время» Мартин Хайдеггер пишет: «Вопрос экзистенции должен выводиться на чистоту всегда только через само экзистирование. Ведущую при этом понятность себе самой мы именуем экзистентной. Вопрос экзистенции есть онтическое „дело“ присутствия. Тут не требуется теоретической прозрачности онтологической структуры экзистенции. Вопрос о структуре нацелен на раскладку того, что конституирует экзистенцию. Взаимосвязь этих структур мы именуем экзистенциальностью. Их аналитика имеет характер не экзистентного, но экзистенциального понимания». В связи с этим Наталья Исаева, переводчик и исследователь творчества Кьеркегора, пишет в комментариях к его работе «Или-или»: «У Хайдеггера в „Бытии и времени“ мы находим всего лишь три примечания, где он прямо отсылает читателя к Кьеркегору. (Heidegger M. Sein und Zeit. 1927), однако на деле долг тут неоплатно высок, и большую часть основополагающих понятий экзистенциализма можно с лёгкостью найти у датского философа. И „Dasein“ как „наличное бытие“, и „заброшенность-в-мир“, и маркирующая роль „страха“, „тревоги“ („Angst“), и ощущение человеком своей смертности, вносящее глубинные деформации в рефлексирующее сознание, — введением всей этой проблематики Хайдеггер, безусловно, обязан Кьеркегору».
В «Заключительном ненаучном послесловии к „Философским крохам“» Кьеркегор утверждал: «Экзистенция, подобно движению, остаётся весьма трудным для рассмотрения предметом. Как только я начинаю её мыслить, я тотчас же отменяю эту экзистенцию, а это значит, что я перестаю и мыслить её. Представляется даже правильным утверждать, что тут мы имеем дело с чем-то, что не может быть помыслено, — то есть с экзистированием. И опять же тут присутствует некая трудность, которую экзистенция суммирует следующим образом: тот, кто мыслит, одновременно экзистирует». В 1939 году после смерти русского философа-эмигранта Льва Шестова выходит его книга «Киргегард и экзистенциальная философия». В 1943 году книгу со сходным названием выпускает Отто Больнов. Термин экзистенциализм использует в названии своей работы Жан-Поль Сартр (фр. L'existentialisme est un humanisme, 1946), где экзистенциализм разделён им на религиозный (Карл Ясперс, Габриэль Марсель) и атеистический (Альбер Камю, Жан-Поль Сартр, Симона де Бовуар, Мартин Хайдеггер). Атеистический экзистенциализм отвергает, что за сущими (явлениями) может стоять таинственное Сущее (Бог), определяющее их «сущность» или истину.

## Основные идеи
В своей работе «Философия экзистенциализма» Отто Фридрих Больнов писал: «Именем философии существования, или же экзистенциальной философии, обозначают философское течение, которое возникло прежде всего около 1930 года в Германии, с тех пор продолжало развиваться в различных формах и затем распространилось за пределы Германии. Единство этого, в свою очередь, внутренне ещё очень разнообразного, движения состояло в возврате к великому датскому философу Сёрену Кьеркегору, лишь в эти годы по-настоящему открытому и приобретшему значительное влияние. Образованное им понятие экзистенциального существования обозначает общий исходный пункт, получившей тогда свое название экзистенциальной философии».
Экзистенциализм (согласно Ясперсу) возводит свои истоки к Кьеркегору, Шеллингу и Ницше. А также, через Хайдеггера и Сартра, генетически восходит к феноменологии Гуссерля (Камю считал экзистенциалистом даже Гуссерля).

Экзистенциальная философия — это философия бытия человека
Основная категория философии экзистенциализма — это экзистенция.
В философии существования нашёл отражение кризис оптимизма Просвещения, опиравшегося на технический прогресс, но, согласно экзистенциалистам, бессильного объяснить неустойчивость, неустроенность человеческой жизни, присущие человеку чувство страха, отчаяния, безысходности. Философия экзистенциализма — иррациональная реакция на рационализм Просвещения и немецкой классической философии. По утверждениям философов-экзистенциалистов, основной порок рационального мышления состоит в том, что оно исходит из принципа противоположности субъекта и объекта, то есть разделяет мир на две сферы — объективную и субъективную. Всю действительность, в том числе и человека, рациональное мышление рассматривает только как предмет, «сущность», познанием которой можно манипулировать в терминах субъекта-объекта. Подлинная философия, с точки зрения экзистенциализма, должна исходить из единства объекта и субъекта. Это единство воплощено в «экзистенции», то есть некой трансцендентной реальности.
Согласно философии экзистенциализма, чтобы осознать себя как «экзистенцию», человек должен оказаться в «пограничной ситуации» — например, перед лицом смерти. В результате мир становится для человека «интимно близким». Истинным способом познания, способом проникновения в мир «экзистенции» объявляется интуиция («экзистенциальный опыт» у Марселя, «понимание» у Хайдеггера, «экзистенциальное озарение» у Ясперса), которая являет собой трактовку феноменологического метода Гуссерля.
Значительное место в философии экзистенциализма занимает постановка и решение проблемы свободы, которая определяется как «выбор» личностью одной из бесчисленных возможностей. Предметы и животные не обладают свободой, поскольку сразу обладают сущностью, эссенцией. Человек же постигает свою сущность в течение всей жизни и несёт ответственность за каждое совершённое им действие, не может объяснять свои ошибки «обстоятельствами». Таким образом, человек мыслится экзистенциалистами как строящий себя «проект». В конечном счёте, идеальная свобода человека — это свобода личности от общества.
В экзистенциализме, согласно Р. Мэю, человек воспринимается всегда в процессе становления, в потенциальном переживании кризиса, который свойственен Западной культуре, в которой он переживает тревогу, отчаяние, отчуждение от самого себя и конфликты.
Человек способен мыслить и осознавать своё бытие, а следовательно, рассматривается в экзистенциализме как ответственный за своё существование. Человек должен осознавать себя и быть ответственным за себя, если он хочет стать самим собой.
Принципы экзистенциализма.
1. Применительно к человеку, его существование предшествует его сущности. Свою сущность он обретает по ходу существования. Человек делает себя сам. Он обретает свою сущность на протяжении всей своей жизни. (Некоторые экзистенциалисты отвергают долговременное обретение сущности: для них, обретаясь, она сразу отчуждается.)
2. Существование человека — это свободное существование. Свобода подразумевается не как «свобода духа», а как «свобода выбора», которую никто не может отнять у человека. Как правило, люди избегают осознавать, что они свободны, предпочитая жить «как заведено в мире», неподлинно.
3. Существование человека включает в себя ответственность: не только за себя, но и за окружающих, поскольку мир, интерпретируемый свободой, есть целостный: решая как поступить, человек выбирает быть таким или другим всему миру, и себя в нём.
4. Временное и конечное существование. Человеческое существование — это бытие, обращённое в смерть. (Тем не менее, разные экзистенциалисты по-разному относятся к вопросу, является ли смерть «моей интимной возможностью».)

### Значение страха для экзистенциальной философии
Экзистенциалисты пришли к выводу, что страх (или тревога) — это что-то значительно более глубокое, чем простое переживание, вызванное внешними раздражителями. Прежде всего, экзистенциалисты разделяют понятия страха и боязни. Боязнь всегда предполагает наличие какой-либо определённой угрозы: людей, обстоятельств, условий, явлений и т. д. Источник боязни всегда определён. В случае со страхом, какой-либо предмет, который возбуждает страх, отсутствует. Человек не может даже сказать, что его страшит. В этой неопределённости и проявляется основное свойство страха, ощущение страха возникает без какой-либо видимой и определённой причины.
Экзистенциалисты придают страху позитивную окраску: он потрясает человека во всех его жизненных отношениях. Он необходим нам для того, чтобы вытянуть человека из размеренного, бездумного проживания жизни. Именно страх даёт возможность абстрагироваться от всех ежедневных проблем, забот и посмотреть на всё происходящее со стороны. Страх подобен огню, он сжигает всё несущественное и временное; он отвлекает человека от всего мирского. Только тогда проявляется истинное существование. Наталья Исаева пишет: «Психологический очерк Кьеркегора „Понятие страха“ вообще-то целиком посвящён проблеме первородного греха (Arvesynd, букв.: „наследственного греха“), лежащего в основе страха (Angest). Не будем забывать, что Кьеркегор был тут первым — первым философом, первым психологом, первым теологом, разграничившим „страх-боязнь“ (Frygt), то есть страх, которому мы можем найти, подобрать конкретную причину, и этот мучительный, сосущий человека изнутри страх-головокружение (Angest), лишённый рациональных объяснений. <…> По мысли Кьеркегора, причиной, точнее, истоком страха может быть лишь первое искушение, в которое впал Адам, — ведь это и есть тот самый грех, что открыл дорогу смерти».
Кьеркегор утверждал: 

Страх есть головокружение свободы
 По мнению Кьеркегора, «ещё никогда не существовало гения без чувства страха, разве что он был одновременно и религиозен».
Во время этого чувства всё незначительное отступает на задний план, а остаётся само существование. Когда человек поднимается над бездумным проживанием, он понимает, что большинство его ценностей, ориентиров и жизненных отношений — ошибочны. Прежде он был ведомый ими, но теперь словно отторжен от них, теперь он целиком опирается на трансцендентного (в опыте не явленного) Бога или (если отвергает веру в Его существование) на самого себя, — и лишь в этом проявляется истинная свобода. Для большинства экзистенциалистов слово Бог не выражает и не отражает современной понятийной базы как в науке, так и в философии.
Как следствие, страх у экзистенциалистов становится наивысшим достижением человека, так как только в нём открывается истинное существование (по другой терминологии Страх переводится как Тревога).

### «Подлинность» в экзистенциальной философии
Для писателей и философов экзистенциалистов тема подлинности существования является одной из важных. Идея о подлинном бытии включает «создание себя» человеком. Подлинное бытие — то, которое совершается в согласии со свободой и принятием ответственности. Сартр говорит об этом: первым делом экзистенциализм отдает каждому человеку во владение его бытие и возлагает на него полную ответственность за существование.
Часто подлинность описывается через предварительную демонстрацию неподлинности. У Сартра можно найти примеры таких персонажей и антигероев, которые совершают свои действия исходя из внешнего давления — давления к тому, чтобы казаться человеком с определёнными качествами, давления вести определённый образ жизни, давления к игнорированию своих моральных и эстетических возражений — ради того, чтобы вести более комфортное существование. Или примеры персонажей, которые не понимают собственные причины поведения и игнорируют ключевые факты о себе, чтобы избежать неудобной правды.
Сартра связывают с острым пониманием свободы, он говорит: «человек осужден быть свободным. Осужден, потому что не сам себя создал, и всё-таки свободен, потому что однажды брошенный в мир, отвечает за всё, что делает». С позиции Сартра — этот опыт (свободы) необходимый для подлинности, может быть таким неприятным, что ведет людей к неподлинным способам существования.
Обычно подлинность рассматривается как очень общий концепт, не связанный с конкретной политической или эстетической идеологией. Это необходимый аспект подлинности: поскольку она тревожит отношения человека с миром, она не может возникать просто через повторение набора действий или через приверженность ряду взглядов — таким образом, подлинность связана с творчеством.
В противоположность этому, неподлинное бытие — это отказ жить в соответствии со свободой. Есть много вариантов того, как это может проявляться: рассмотрение выбора как чего-то бесполезного и случайного, убеждение в детерминизме, или та или иная мимикрия, когда человек живёт как «следовало бы». Но это не значит, что любое существование в согласии с социальными нормами — неподлинно. Ключевой момент — какую позицию человек занимает по отношению к свободе и ответственности, и в какой степени человек ведет себя в соответствии со свободой.
Подлинность у Кьеркегора — это настойчивость в индивидуальном поиске подлинной веры («мужество веры», «прыжок веры») и становлении верным самому себе.
Значительное внимание понятию «подлинности» уделяет Хайдеггер в «Письме о гуманизме» и «Бытии и времени».
Впоследствии тема «подлинности», «аутентичности» найдет свое развитие в экзистенциальной психотерапии.

## Предшественники и представители
Своими предшественниками современные экзистенциалисты считают:
- Сократа
- Тертуллиана
- Блеза Паскаля
- Гамана
- Сёрена Кьеркегора
- Фёдора Достоевского[16]
- Генрика И́бсена
- Льва Толстого
- Фридриха Ницше
- Мигеля де Унамуно
- Франца Кафку

В России экзистенциализм возник накануне Первой мировой войны 1914—1918:
- Л. И. Шестов
- Н. А. Бердяев

В СССР экзистенциальные идеи развивал «философ подполья» Яков Друскин.
В Германии экзистенциализм возник после Первой мировой войны:
- К. Ясперс
- М. Хайдеггер
- М. Бубер

Нашёл своих последователей в период Второй мировой войны 1939—1945 во Франции:
- Ж.-П. Сартр
- Г. Марсель
- М. Мерло-Понти
- А. Камю
- С. де Бовуар

В 1940—1950-е годы экзистенциализм получил распространение и в других европейских странах:
Австрия:
- В. Франкл (логотерапия)

Италия:
- Э. Кастелли[итал.]
- Н. Аббаньяно
- Э. Пачи

Испания:
- Х. Ортега-и-Гассет (относительно близок)

В США идеи экзистенциализма популяризировали:
- В. Кауфман
- У. Лоури[англ.]
- У. Баррет
- Дж. Эди
- И. Ялом (экзистенциальная психология)
- Ролло Мэй
- Эрнест Хемингуэй

Великобритания:
- Айрис Мёрдок
- Уильям Голдинг

Польша:
- Витольд Гомбрович

Аргентина:
- Эрнесто Сабато

Словения:
- Эдвард Коцбек

## Родственные направления
К экзистенциализму близки религиозно-философские направления:
Русская религиозная философия, развивающая категорию правды, близкую к экзистенциальной истине:
- Вл. Соловьёв
- Н. Бердяев
- Л. И. Шестов
- С. Франк

Французский персонализм:
- Э. Мунье
- М. Недонсель
- Ж. Лакруа[фр.]

В немецком протестантизме — диалектическая теология:
- К. Барт
- П. Тиллих
- Р. Бультман